# El Pou (les Masies de Voltregà)
El Pou és una masia de les Masies de Voltregà (Osona) inclosa a l'Inventari del Patrimoni Arquitectònic de Catalunya.

## Descripció
Masia construïda damunt la roca. El portal d'entrada està situat en el cos més enlairat el qual és cobert a una única vessant i orientat a migdia, el portal té una llinda de roure sostinguda per un arc deprimit convex de pedra. A partir d'aquest cos els altres es van escalant vers migdia i són coberts perpendicularment al cos inicial. El més enlairat té galeries sostingudes per pilars. A llevant l'estructura és més simple, té el carener perpendicular a aquesta cara en la qual hi ha una finestra d'inspiració gòtica. Cal remarcar la lliça, la qual és sostinguda per contraforts. La construcció és bàsicament de pedra amb alguns afegits de totxo.

## Història
Antiga masia que trobem registrada en el fogatge de 1553 de la parròquia i terme de Sant Hipòlit de Voltregà. Per aquella època habitava el mas Antoni Pou.
Al segle XVII fou ampliat i reformat per Diego Pou.